# 祖亞諾·馬杜尼

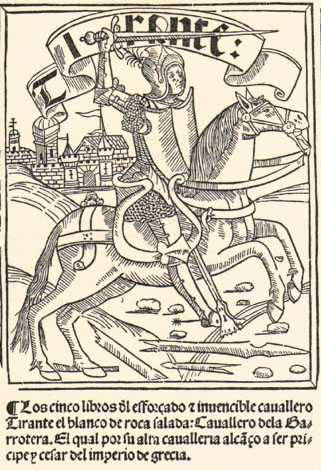
小說《騎士蒂朗》的首版卡斯蒂利亞語譯本扉頁圖，1511年在華亞度列出版。

祖亞諾·馬杜尼（1413年－1468年）是一名出生在甘迪亞的華倫西亞騎士，著有騎士小說《騎士蒂朗》。小說以華倫西亞語白話文（馬杜尼稱其為）寫成，並於1490年在華倫西亞出版。
小說講述了一個騎士在拜占庭帝國的冒險經歷。米格爾·德賽凡提斯在他的小說《唐吉訶德》中一處描寫焚書場景時提到《騎士蒂朗》，並認為它是有史以來最好的騎士小說。馬杜尼本身也是一位騎士，他因捲入宮廷陰謀而遺下尙未完成的小說提早離世，因此小說由他的同事兼好友馬蒂·祖安·德·加爾巴續寫完成。

## 外部連結
- Tirant lo Blanch website by the Institut Lluis Vives （页面存档备份，存于） （文）
- Joanot Martorell （页面存档备份，存于） by the Association of Catalan Language Writers. Website in Catalan, English and Spanish. （英文）
- Tirant lo Blanch, by Joanot Martorell （页面存档备份，存于） in LletrA, Catalan Literature Online (Open University of Catalonia)] （文）
- Joanot Martorell的作品  - 古騰堡計劃
- 互联网档案馆中祖亞諾·馬杜尼的作品或与之相关的作品